# IC 5332
 IC 5332 ist eine  Spiralgalaxie vom Hubble-Typ SAcd mit aktivem Galaxienkern im Sternbild Bildhauer am Südsternhimmel. Sie ist schätzungsweise 31 Millionen Lichtjahre von der Milchstraße entfernt und hat einen Durchmesser von etwa 60.000 Lichtjahren. 
Das Objekt wurde am 19. November 1897 von Lewis Swift entdeckt.

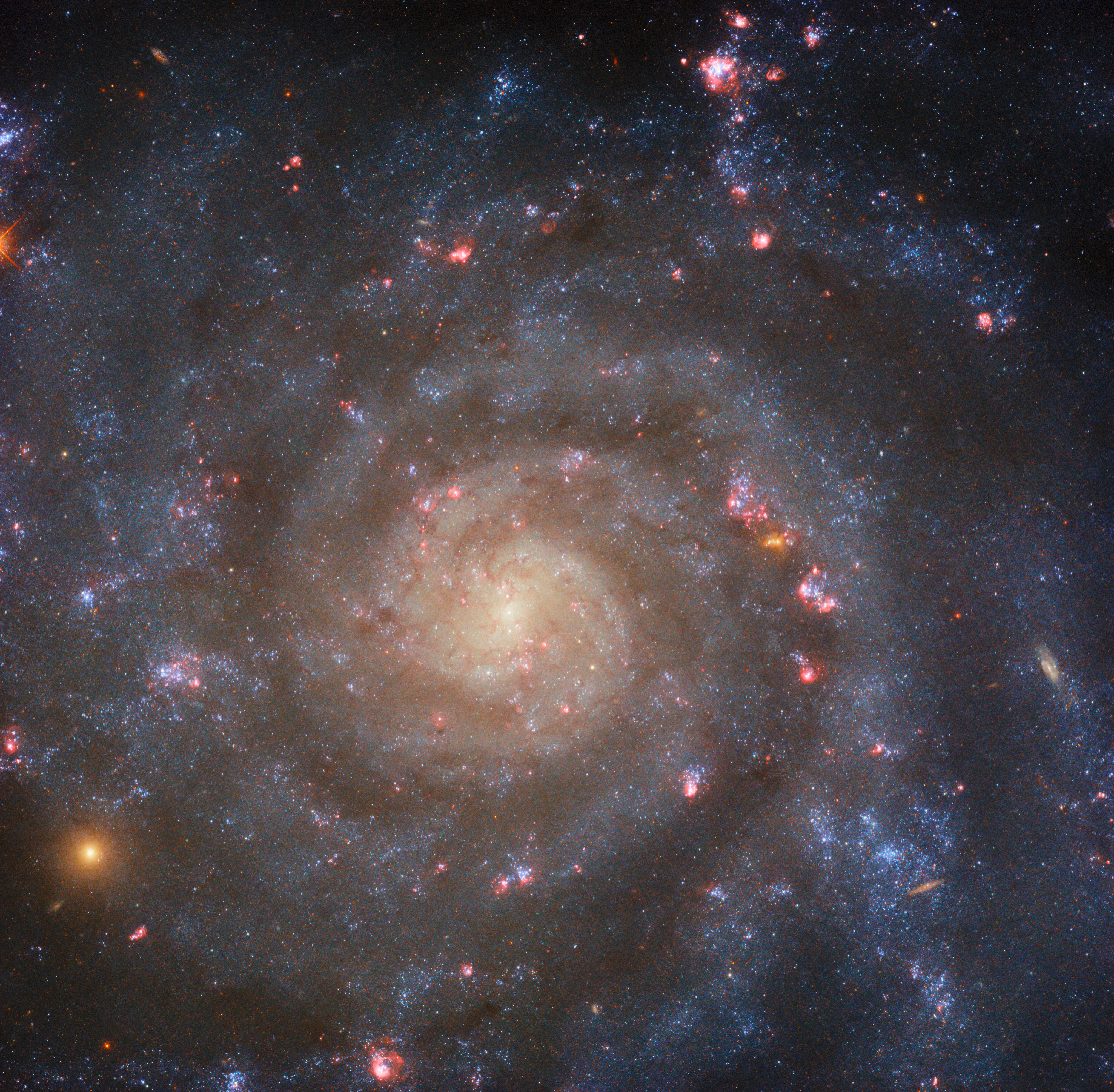
Mithilfe des Hubble-Weltraumteleskops wurde die Galaxie hochaufgelöst abgebildet
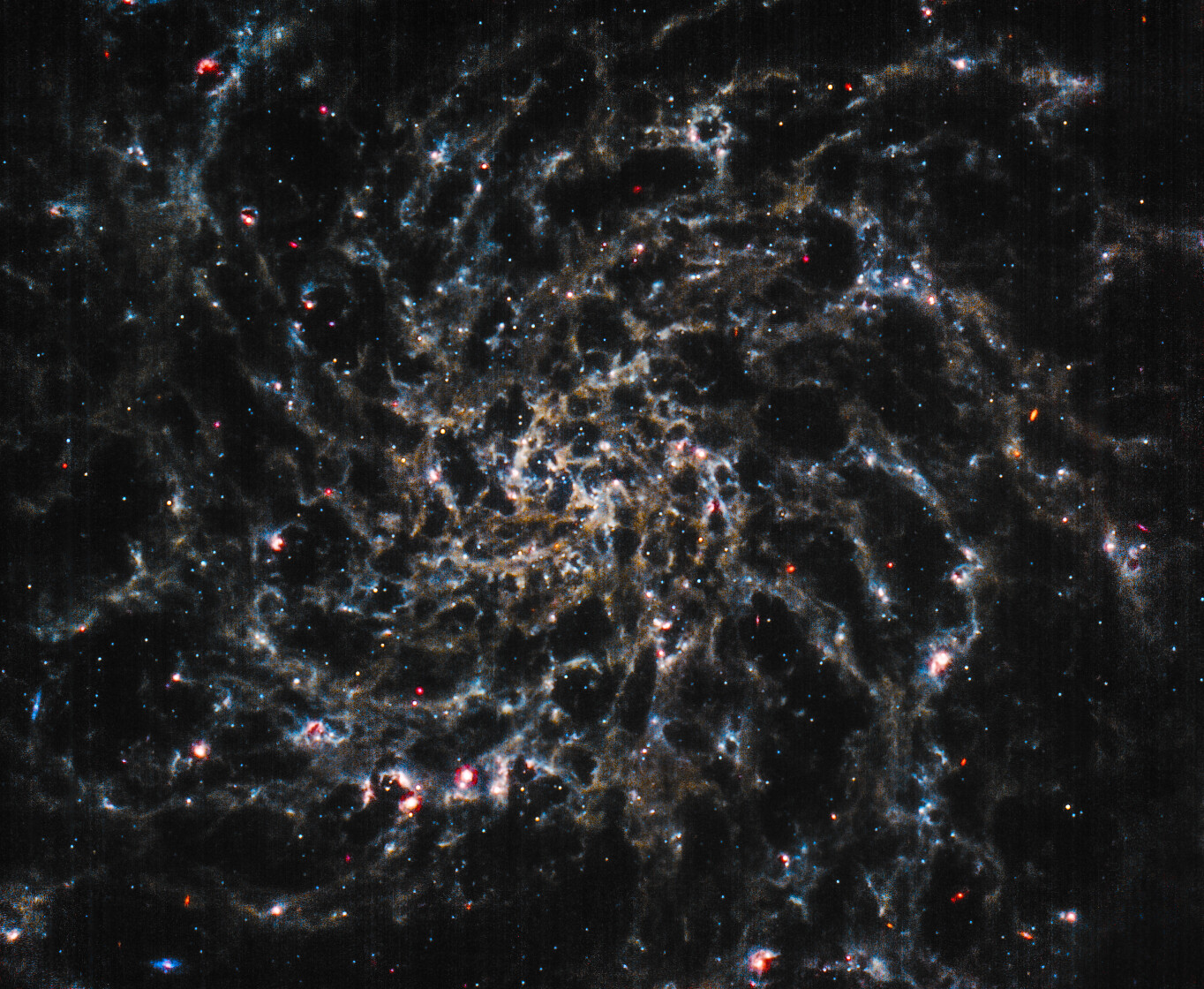
Infrarotaufnahme mithilfe des James Webb-Weltraumteleskops. Die Staubverteilung in der Galaxie wird deutlich.

## IC 5332-Gruppe (LGG 478)
| Galaxie   | Alternativname | Entfernung/Mio. Lj |
| --------- | -------------- | ------------------ |
| NGC 7713  | PGC 71866      | 31                 |
| IC 5332   | PGC 71775      | 31                 |
| PGC 72525 | ESO 348-09     | 28                 |